# Rock Gaúcho na TV
Rock Gaúcho na TV foi um programa de televisão brasileiro, transmitido nas sextas-feiras, às 20:00, na PoaTV, entre outubro de 2007 e dezembro de 2011.
O Rock Gaúcho na TV é um programa cultural, onde são apresentadas bandas novas e de destaque do cenário musical (rock) do Rio Grande do Sul.
Transmitido desde 2007, o programa é independente e também retransmitido pela TV Cidade Joaçaba da cidade de Joaçaba em Santa Catarina e pela TV Floripa em Florianópolis. Mais de 100 bandas já passaram pelo programa, seja em matérias (sempre exclusivas) ou em videoclipes .

## Algumas bandas que foram entrevistadas no programa
- Wonkavision
- Lollypops [5]
- Comunidade Ninjitsu
- Tequila Baby
- Nitrodiesel [6]
- Calibre (banda) [7]
- Sombrero Luminoso
- Velocetts [8]
- Humberto Gessinger (Engenheiros do Hawaii / Pouca Vogal) [9]
- Selton (banda)
- Divina Vox
- Nenhum de Nós
- Kleiton & Kledir
- Acústicos e Valvulados
- Apocalypse (banda)
- Velha Obsessão
- Tonho Crocco
- Dinamite Joe